# 差序格局
差序格局是费孝通早期著作《乡土中国》中对中国社会结构特点的归纳，而且以此与西方社会系统比较。这一理论影响广泛。

## 起源
阎明提出，差序格局是“乡土中国”的组成部分和特征之一，而“乡土中国”概念与美国社会人类学家罗伯特·雷德菲尔德的“乡土社会”概念有密切联系。差序格局包含多个思想来源：“人类学亲属制度研究，与杨朱思想相关联的绝对‘自我主义’，儒家思想中的‘人伦差等’及‘推仁’、‘修齐治平’等。”潘光旦对儒家社会思想的研究，为差序格局奠定了基础。李树青提出了差序格局的雏形。冯友兰1947年也提出了类似差序格局的说法。

## 内容
费孝通认为西方社会是团体格局，中国社会是差序格局。
|                        | 我们的社会结构本身和西洋的格局不相同的，我们的格局不是一捆一捆扎清楚的柴，而是好象把一块石头丢在水面上所发生的一圈圈推出去的波纹。每个人都是他社会影响所推出去的圈子的中心。被圈子的波纹所推及的就发生联系。我们社会中最重要的亲属关系就是这种丢石头形成同心圆波纹的性质。 |
| ——费孝通，《乡土中国》 | |

费孝通又说：
|                        | 子曰：“为政以德，譬如北辰，居是所，而众星拱之。”这是很好的一个差序格局的譬喻，自己总是中心，象四季不移的北斗星，所有其他的人，随着他转动。 |
| ——费孝通，《乡土中国》 | |

任敏总结，差序格局理论包括三方面：
| 一是以行动者为中心的，有“差”有“序”的社会关系基本结构；二是附着于这个基本结构上的内容，即互动逻辑，解决的是该结构依据何种行动逻辑而有差序的问题；三是这个架构及其逻辑的实践形态，即在实践中它又表现出什么动态特征。前两方面关注该理论的静态面向，第三方面关注动态面向。 |

夏玉珍、刘小峰认为，全面阐释差序格局应包括如下三方面：
| 一是水波纹形象推论出中国社会“推己及人”的人际交往模式，它是以“己”为中心的动态关系状态，强调血缘、地缘之重要性和公私、群己关系的相对性；二是差序格局中蕴含着纵向的“作为社会格局的结构”，它是立体的，应有“等级”的存在，并且其等级差异的不断再生产是通过伦理规范、资源配置、教化权力以及社会流动等社会文化制度实现的；三是人伦释义构成了差序格局的基本内核，人伦本位实则强调了中国社会最深层的价值基础与构建原则，人伦规范也就相应成为个体相互间的角色定位来形塑社会秩序的基本准则。 |

## 研究
1970年代，香港中文大学的李沛良基于“差序格局”概念，提出“工具性差序格局”。
杨国枢1992年将中国人的关系分为三大类：家人关系、熟人关系和生人关系。黄光国2004年将中国社会的“关系”分为“情感性关系”、“工具性关系”和“混合性关系”。阎云翔批评了这类“同心圆”模式，认为“差序格局”是“立体多维”的社会结构，“差序”由“差”和“序”两个概念合成，即由“横向的弹性的以自我为中心的‘差’”和“纵向的刚性的等级化的‘序’”构成，黄光国等注意到了“差”，忽略了“序”。马戎2007年参考阎云翔观点，具体描述了“差序格局”的“立体多维结构”，提出“同心球”立体模型。
此外，翟学伟2001年提出的中国人际关系“人缘、人情、人伦”三位一体模式，金耀基2002年提出的“关系、人情、面子”观，周建国2005年提出的“紧缩圈层结构”，皆基于“差序格局”构架容纳的多层因素构建。徐晓军2009年提出的“内核-外围关系结构”，是差序格局的极端形式之一。蔡禾、贾文娟将包工头先把工资发给关系较远的工人称为“逆差序格局”。
差序格局被应用于1990年代中期孙立平对中国社会关系变迁的研究、台湾心理学家郑伯埙对华人组织行为的研究、罗家德对中国社会关系网与管理的关系的研究。也应用于郭于华、陈阿江、张继焦等人的研究。

## 评论
孙立平认为，“差序格局”概念并不是从一种严格的分析中得到的，“从某种意义上来说，人们在这种分析中所见到的是一种极有洞见和启发的思想，而不是一种严格的学术结论。”
翟学伟认为，“大凡研究中国人与中国社会的学者，很少有不使用这个概念的。我们甚至还可以认为，半个多世纪过去了，虽然中国社会学研究有了长足的进步，却很难有什么概念架构可以与之并肩。”夏玉珍、刘小峰也说：“在当前或者是传统中国乡村社会变迁的研究中，大凡探究中国人之关系与中国社会结构的研究，都难以绕过费孝通早年提出的这个重要本土化概念命题。”
吴飞认为，“费孝通的差序格局概念，是用社会科学方式诠释中国文化最经典的概念之一，有很强的解释力，但也呈现出一些局限。……差序格局概念的解释力，主要在于它很好地把握了‘亲亲’原则，但却无法解释‘尊尊’原则。”
张江华认为：“‘差序格局’的实际含义是强调由‘差序’所构成的社会组织在中国社会中占据主导与支配地位。中国所谓的公共领域，实际上由私人领域扩张与转化而来，或者受到私人领域的支配，这也使得中国社会的公共性供给在相当程度上依赖并取决于处于‘差序格局’中心的某个个体或某一批个体的道德性。”